# سادرهامن
سادرهامن (به سوئدی: Söderhamn) یک منطقهٔ مسکونی در سوئد است که در Söderhamn Municipality واقع شده‌است. سادرهامن ۱۰٫۵۳ کیلومترمربع مساحت و ۱۱٬۷۶۱ نفر جمعیت دارد.

## خواهرخوانده
شهرهای Szczecinek و Pietarsaari خواهرخوانده‌های سادرهامن هستند.